# Thomas Harlan
Christopher Thomas Harlan (Berlín, Alemanya, 19 de febrer de 1929 - Schönau am Königssee, Alemanya, 16 d'octubre de 2010) va ser un escriptor alemany i director de cinema en llengua francesa.

## Biografia
Descendia d'una família llargament relacionada amb les lletres i les arts. Net del dramaturg Walter Harlan, era fill del director Veit Harlan i l'actriu Hilde Körber. Va passar la seva infància a Berlín, on el seu pare era favorit del règim nazi. De nen va conèixer a Joseph Goebbels i a Adolf Hitler. En 1942, van ser evacuats a Zakopane, Polònia, després a la finca de la família al comtat de Slawno. En 1945 va tornar a Berlín.
A Tubinga, va començar a estudiar filosofia en 1947 amb Michel Tournier. Gràcies a una beca a la Sorbona se'n va anar a París i va continuar estudiant filosofia i matemàtiques. Va començar a treballar per la ràdio francesa. Va viure amb Gilles Deleuze i Michel Tournier, i més tard amb Pierre Boulez, Armand Gatti i Marc Sabathier-Lévêque. Juntament amb Klaus Kinski, va emprendre en 1952 un viatge a Israel.
A l'any següent, Harlan va publicar la seva primera obra de teatre Bluma i va viatjar a la Unió Soviètica. Va ser coautor del guió d'una pel·lícula amb el seu pare, però el projecte va ser distorsionat i va fracassar. En 1958 va estrenar la seva segona obra, Ich selbst und kein Engel, la primera peça teatral antinazi del món, protagonitzada per l'actriu argentina Cipe Lincovsky.
Harlan va viure a Polònia a partir de 1960, on va investigar sobre els camps d'extermini de Chelmno, Sobibor, Belzec i Treblinka. Va impulsar milers de documents sobre els crims de guerra alemanys i l'obertura de més de 2.000 casos criminals contra els criminals de guerra alemanys, secundat per l'editor italià Giangiacomo Feltrinelli. Va ser encausat per traïció per revelar material secret a Polònia durant un any sota arrest domiciliari. A la República Federal d'Alemanya, Hans Globke el va acusar de traïció a la pàtria per haver utilitzat els registres dels interrogatoris de la judicatura alemanya en les publicacions poloneses. No va ser condemnat, però no va poder entrar ni portar passaport alemany durant la dècada següent. Harlan va interrompre el seu treball a Varsòvia en 1964, i mai es va materialitzar el llibre planificat amb Feltrinelli sobre criminals de guerra alemanys.
La mort del seu pare el va portar a Itàlia, on es va unir al grup d'esquerra Lotta Continua, que va influenciar la seva obra, viatges i cinematografia.
Harlan va viatjar a Xile, Bolívia i els Estats Units en 1974 i va participar en el moviment de resistència contra el dictador xilè Pinochet. A Portugal va prendre part en la "revolució dels clavells" i va treballar en diversos projectes cinematogràfics.
A partir de 2001, va viure a l'hospital de Berchtesgaden en Schönau am Königssee, on es va casar amb la cineasta Katrin Seybold.
Les seves germanes eren l'actriu Maria Körber i Christa Susanne Körber Harlan, que es va suïcidar en 1989.

## Obra

### Teatre
- 1953: Bluma
- 1958: Ich selbst und kein Engel – Chronik aus dem Warschauer Ghetto
- 1964: Lux

### Cinema
- 1954: Verrat an Deutschland
- 1975: Torre Bela
- 1984: Wundkanal
- 1991: Souvenance
- 2007: Am Ararat
- 2007: Die Organigramme

### Ficció
- Rosa. Eichborn, Frankfurt 2000, ISBN 3-8218-0693-1.
- Heldenfriedhof con Moritz Kirschner. Eichborn, Frankfurt 2006, ISBN 3-8218-0764-4.
- Die Stadt Ys und andere Geschichten vom ewigen Leben. Eichborn, Frankfurt 2007, ISBN 3-8218-0717-2.
- Veit. Rowohlt, Reinbek 2011, ISBN 978-3-498-03012-4.
- Armes Luxemburg- "Pauvre Luxembourg". Belleville. ISBN 978-3-943157-09-3

### Autobiografia
- Das Gesicht deines Feindes. Ein deutsches Leben. Eichborn, Frankfurt 2005, ISBN 3-8218-0763-6.
- Neuauflage unter dem Titel Hitler war meine Mitgift. Rowohlt, Reinbek 2011, ISBN 978-3-499-25691-2
- Sieglinde Geisel: Nur was man singen kann, ist hörbar - Thomas Harlan. Sinn und Form 1/2012, S. 61-71.